# Olivier Marceau
Olivier Marceau (Fontenay-aux-Roses, Francia, 30 de enero de 1973) es un deportista suizo, de origen francés, que compitió en triatlón.
Ganó dos medallas en el Campeonato Mundial de Triatlón, oro en 2000 y bronce en 2003, y una medalla de bronce en el Campeonato Europeo de Triatlón de 2008. Además, obtuvo una medalla de bronce en el Campeonato Mundial de Triatlón Campo a Través de 2011 y dos medallas en el Campeonato Europeo de Triatlón Campo a Través, plata en 2011 y bronce en 2009.
En Xterra triatlón consiguió tres medallas de plata en el Campeonato Mundial entre los años 2004 y 2007, y cuatro medallas en el Campeonato Europeo entre los años 2007 y 2011.

## Palmarés internacional
| Representando a Francia |                            |                   |            |
| Campeonato Mundial      |                            |                   |            |
| Año                     | Lugar                      | Medalla           | Prueba     |
| 2000                    | Perth (Australia)          | Medalla de oro    | Individual |
| Representando a Suiza   |                            |                   |            |
| Campeonato Mundial      |                            |                   |            |
| Año                     | Lugar                      | Medalla           | Prueba     |
| 2003                    | Queenstown (Nueva Zelanda) | Medalla de bronce | Individual |
| Campeonato Europeo      |                            |                   |            |
| Año                     | Lugar                      | Medalla           | Prueba     |
| 2008                    | Lisboa (Portugal)          | Medalla de bronce | Individual |

| Representando a Suiza |                              |                   |            |
| Campeonato Mundial    |                              |                   |            |
| Año                   | Lugar                        | Medalla           | Prueba     |
| 2011                  | Guijo de Granadilla (España) | Medalla de bronce | Individual |
| Campeonato Europeo    |                              |                   |            |
| Año                   | Lugar                        | Medalla           | Prueba     |
| 2009                  | Cerdeña (Italia)             | Medalla de bronce | Individual |
| 2011                  | Visegrád (Hungría)           | Medalla de plata  | Individual |

| Representando a Suiza |                       |                  |            |
| Campeonato Mundial    |                       |                  |            |
| Año                   | Lugar                 | Medalla          | Prueba     |
| 2004                  | Maui (Estados Unidos) | Medalla de plata | Individual |
| 2006                  | Maui (Estados Unidos) | Medalla de plata | Individual |
| 2007                  | Maui (Estados Unidos) | Medalla de plata | Individual |
| Campeonato Europeo    |                       |                  |            |
| Año                   | Lugar                 | Medalla          | Prueba     |
| 2007                  | Orosei (Italia)       | Medalla de oro   | Individual |
| 2008                  | Orosei (Italia)       | Medalla de oro   | Individual |
| 2010                  | Orosei (Italia)       | Medalla de plata | Individual |
| 2011                  | Olbersdorf (Alemania) | Medalla de oro   | Individual |